# Inekon 01 Trio
Inekon 01 Trio — зчленований односторонній (односпрямований) частково низькопідлоговий трамвай виробництва компанії Inekon Trams. 
Трамвай концептуально заснований на базі Škoda 03T, розробленому Škoda Transportation та Inekon Group.

## Дизайн
Спільне підприємство між Škoda та Inekon було скасовано у 2001 році, після чого Škoda продовжила продавати 03T, тоді як Inekon створила нове партнерство з DPO («Dopravní podnik Ostrava», міська транспортна компанія Острави ), 
 
відоме як DPO Inekon, а у 2002 році почалися продажі майже ідентичної версії Astra під назвою Trio. 

Trio — має трисекційний, чотиривісний (двовісковий) дизайн та 50% низької підлоги. 
Загальна довжина — 20,13 м. 
Перший вагон був виготовлений у 2002 році для трамвайної системи Острави (DPO).

## Постачання та експлуатація
| Мережа   | Рік       | Доставлено | В експлуатації | Номера    |
| -------- | --------- | ---------- | -------------- | --------- |
| Оломоуць | 2006      | 3          | 3              | 205–207   |
| Острава  | 2002–2005 | 9          | 9              | 1251–1259 |
| РАЗОМ    | РАЗОМ     | 12         | 12             |           |